# The Skimm
The Skimm是一家美国資訊公司，由前NBC製作人Danielle Weisberg 和 Carly Zakin于2012年创立，該資訊公司向用戶提供时事通讯，不過用戶只能通過訂閱途徑獲得。时事通讯是新闻文章的摘要，它將一篇文章的重要內容抽出供用戶閱讀。